# Bernard d'Elbène
Bernard d'Elbène (Firenze ? - Arles 28 maart 1569) was een Franse bisschop uit de 16e eeuw. Hij kon de Contrareformatie niet uitvoeren in zijn bisdom.
Bernard d'Elbène is geboren in een familie van Franse migranten die zich gevestigd hadden in Firenze. De familie was verwant met Catharina de Medici. Wanneer deze huwde met de Franse prins Hendrik, verhuisde de familie d'Elbène mee met haar naar Parijs. Waarschijnlijk was d'Elbène al een gediplomeerd jurist wanneer hij naar Parijs trok, in het gevolg van Catharina de Medici. Catharina stuurde d'Elbène in een kerkelijke carrière. D'Elbène werd aartspriester in het bisdom Auch. Onder haar toedoen en formeel onder het koningschap van haar zoon Frans II werd d'Elbène bisschop van Lodève (1558-1560). Onder het koningschap van Hendrik III, een andere zoon van Catharina, werd D'Elbène bisschop van Nîmes (1560-1567).

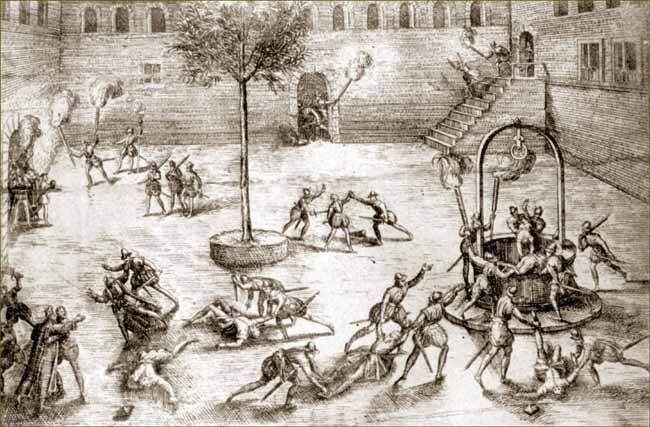
Opstand van hugenoten in Nîmes (1567)

## Contrareformatie
Frankrijk was in deze periode getroffen door godsdienstoorlogen. D'Elbène was een van de 30-tal Franse bisschoppen die deelnamen aan het Concilie van Trente, het formele startpunt van de Contrareformatie in Frankrijk en elders in Europa. Hij keerde laat terug in Nîmes, pas in 1567. Het was zijn laatste jaar als bisschop van Nîmes, want een opstand van hugenoten brak uit in de stad (1567). Deze opstand is later Michelade genoemd. Katholieken werden gedood doch bisschop d'Elbène overleefde de slachtpartij. Hij trok zich terug in Arles. Zijn rol als bisschop van de Contrareformatie was uitgespeeld; hij stierf in Arles in 1569.